# Arthur mit dem langen Arm

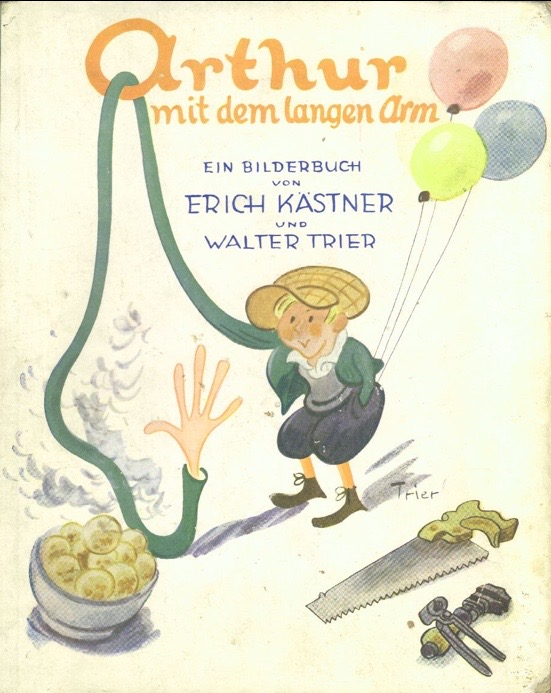
Buchdeckelillustration (Walter Trier, 1930)

Arthur mit dem langen Arm ist ein Gedichtband für Kinder von Erich Kästner und Walter Trier. Er erschien nur einmal im November 1930 als einzelnes großformatiges Farbbilderbuch zeitgleich mit dem Kinderlyrikband Das verhexte Telefon bei Williams & Co., einem Berliner Kinder- und Jugendbuchverlag von Edith Jacobsohn.

## Entstehung
Schon während Erich Kästner in Leipzig lebte, schrieb er zahlreiche Versgedichte für Kinder zu Bildergeschichten von u. a. dem Kunst- und Graphikstudenten Erich Ohser. Sie erschienen unter Pseudonymen, wie Peter Flint, ab April 1925 in den verschiedenen Kinderbeilagen von Zeitungen und Magazinen (Leipziger Tageblatt, Beyers für alle, Die Grüne Post). Im Oktober 1926 schrieb Erich Kästner seiner Mutter von seinen Bemühungen, einen Kinderlyrikband mit Illustrationen von Erich Ohser bei einem renommierten Verlag zu veröffentlichen. Diese Versuche scheiterten zwar, jedoch nahm Erich Kästner fünf seiner Kindergedichte in veränderter Fassung in seine Gedichtbände Herz auf Taille und Lärm im Spiegel auf. Vier andere Kindergedichte publizierte Kästner Jahrzehnte später im Kinderbuch Das Schwein beim Friseur (1961).
Vermutlich schlug Erich Kästner ein halbes Jahr nach Erscheinen des Kinderromans Emil und die Detektive bei Williams & Co. der Verlegerin Edith Jacobson vor, auch acht seiner Kindergedichte mit Illustrationen von Walter Trier als Buch zu publizieren. Im Börsenblatt vom 25. Oktober 1930 angekündigt, erscheinen zwei Wochen später die beiden Kinderlyrikbände Arthur mit dem langen Arm und Das verhexte Telefon mit je einem Vorwortgedicht und vier Gedichten. Im Jahr 1954 veröffentlichte der Atrium-Verlag, sowie anschließend daran andere Verlage, eine einbändige Ausgabe dieser Versgedichte, allerdings ohne das (namensgebende) Gedicht Arthur mit dem langen Arm und ohne die beiden Vorwortgedichte. Erst 1962 fand sich dieses Gedicht im Kinderbuch Das Schwein beim Friseur wieder – neu illustriert von Horst Lemke.

## Inhalt und Form
Der Kindergedichteband besteht aus einem Vorwort und den vier Hauptgedichten Arthur mit dem langen Arm, Ursula hängt in der Luft, Das zersägte Motorrad und Die Sache mit den Klößen.
Die Reime und Strophenstruktur der Gedichte ist einheitlich. Es gibt nur wenige Grundmuster: Alle Gedichte sind paargereimte Vierzeiler (aabb). Nur die Schlussstrophe von Ursula hängt in der Luft hat ein drittes Reimpaar. Drei Versgeschichten bestehen aus vierzehn Strophen, Das zersägte Motorrad aus zwölf, das Vorwortgedicht aus fünf Strophen. Verglichen mit Das verflixte Telefon gibt es weniger Variationen. Die Metrik wird von vierhebigen Versen dominiert, die abwechselnd im Jambus und Trochäus verfasst sind.
Die Gedichte lassen sich schwer einer bestimmten Gattung zuweisen. Diese komisch-grotesken Kindergedichte können nach Hans-Heino Ewers als „literarische Moritat“ bezeichnet werden, da sie eine stilistische Nähe zur Moritat aufweisen. Manfred Altner sieht eine Nähe zum Bänkelsang.

## Literarische Einordnung
Die beiden großformatigen Gedichtbände mit Farbillustrationen stellen eine moderne Variante der komisch-grotesken Kinderlyrik dar, wie sie Heinrich Hoffmann im Struwwelpeters zur Mitte des 19. Jahrhunderts verfasste. Auch Anklänge an Christian Morgenstern und Wilhelm Busch finden sich. Die beiden Versbilderbücher Arthur mit dem langen Arm und Das verhexte Telefon sind einmalig im Gesamtwerk Erich Kästners. Einmalig ist auch, dass es sich als Gemeinschaftswerk von Erich Kästner und Walter Trier darstellt und beide Namen schon im Untertitel genannt werden.

## Rezeption
Der Gedichtband Arthur mit dem langen Arm erschien mit einer Startauflage von 3000, die schon nach einem Monat verkauft waren. Auch wenn Kästner sich mehr erhofft hatte, wurden bis Ende 1935 insgesamt 10.000 Exemplare verkauft. Das ist zwar deutlich weniger als bei seinen Romanen für Kinder, kann sich aber durchaus mit den Verkaufszahlen seiner anderen Gedichtbände messen.
Die Wissenschaft hat den Gedichtband bis in jüngste Zeit weitgehend ignoriert. So gibt es bis heute keine Studie, die Kästners Kinderlyrik insgesamt betrachtet. Allerdings wird ihm zugestanden, dass er einen wichtigen Schritt auf dem Weg zu moderner Kinderlyrik darstellt. Ausnahmen davon sind insbesondere Elisabeth-Charlotte Breuls in Jugendbücher Erich Kästners, Esther Steck-Meier mit ihrer erzähltheoretischen Untersuchung und Michael Sahr, der sich eingehender mit der Didaktik Erich Kästners beschäftigt hat.

## Ausgaben
- Erich Kästner: Arthur mit dem langen Arm. Williams & Co., Berlin-Grunewald 1931 [recte: 1930]. Mit Illustrationen von Walter Trier.

## Sekundärliteratur
- Elisabeth-Charlotte Breul: 1958. Die Jugendbücher Erich Kästners. Studien zur Jugendliteratur 4: 1958, S. 28–79.
- Esther Steck-Meier: 1999. Erich Kästner als Kinderbuchautor. Eine erzähltheoretische Analyse. Peter Lang, Bern et al. 1999.
- Michael Sahr: Es muß nicht immer „Emil“ sein – Die Kindergedichte Erich Kästners. In: Ders. Lauter Lieblingsbücher. Geschichten und Bücher der frühen Jahre, 23–33. Schneider-Verlag Hohengehren, Baltmannsweiler 2007.
- Stefan Nauhaus (Hg.): Kästner-Handbuch: Leben – Werk – Wirkung, Springer Verlag, Berlin 2023, ISBN 978-3-662-67226-6.